# Verlorene Liebe (2022)
Verlorene Liebe (Originaltitel: Brazen) ist ein US-amerikanischer Thriller von Monika Mitchell aus dem Jahr 2022, der auf dem gleichnamigen Roman von Nora Roberts basiert. Die Hauptrollen sind mit Alyssa Milano und Sam Page besetzt.
Verlorene Liebe wurde am 13. Januar 2022 weltweit auf dem Video-on-Demand-Portal Netflix veröffentlicht.

## Handlung
Die angesehene Krimiautorin und Kriminalexpertin Grace McCabe kehrt nach Washington, D.C. zurück, nachdem sie einen Hilferuf von ihrer entfremdeten Schwester erhalten hat. Als ihre Schwester ermordet und ihr Doppelleben als Webcam-Performerin bekannt wird, fängt Grace auf eigene Faust an zu ermitteln, trotz der Warnungen des kühlen Detektivs Ed.

## Produktion
Ende Januar 2021 wurde die Produktion der Verfilmung des Romanes Verlorene Liebe (Originaltitel: Brazen Virtue) von Nora Roberts unter dem Arbeitstitel Deadly Desires bekannt. Die zentrale Hauptrolle übernahm Alyssa Milano. Gedreht wurde der Film zwischen März und April 2021 in Vancouver, Kanada.
Im Dezember 2021 wurde der erste Trailer sowie der Veröffentlichungstermin bekannt gegeben. In diesem Zug wurde der Originaltitel von Deadly Desires in Brazen geändert.

## Rezeption
Der Film wurde mit weit überwiegend negativen Kritiken bedacht. Nach Auswertung von 22 Rezensionen ermittelte Rotten Tomatoes eine Zustimmungsquote von lediglich 14 Prozent.